# Nemesia
Nemesia es un género de plantas de flores de la familia Scrophulariaceae.

## Especies seleccionadas
- Nemesia caerulea
- Nemesia strumosa

- Datos: Q2503868
- Multimedia: Nemesia / Q2503868
- Especies: Nemesia (Scrophulariaceae)